# Micro-région de Lenti
La micro-région de Lenti (en hongrois : lenti kistérség) est une micro-région statistique hongroise rassemblant plusieurs localités autour de Lenti.